# Eupithecia indecora
Eupithecia indecora là một loài bướm đêm trong họ Geometridae.